# Tomáš Laně
Tomáš Laně (* 29. prosince 1944, Praha) je český turkolog, diplomat a překladatel, první velvyslanec České republiky v Turecku.

## Život
V roce 1966 ukončil Filozofickou fakultu Univerzity Karlovy, obor turečtina-ruština. V rámci následné aspirantury tamtéž absolvoval roční stáž na Státní univerzitě v Baku, tehdy Ázerbájdžánská SSR (1967–1968). Po odchodu z fakulty v důsledku normalizačních změn pracoval jako dokumentátor a překladatel v Hydrometeorologickém ústavu v Praze, v letech 1978–1980 a 1982–1986 jako odborný tlumočník turečtiny pro podnik zahraničního obchodu Škodaexport na výstavbě elektrárny Soma B v Turecku, mezi tím a později do roku 1990 jako překladatel, pracovník, zástupce ředitele a krátce i ředitel zahraničního odboru v Českém hydrometeorologickém ústavu.
V letech 1990–1995 vyučoval obnovený obor turkologie na Filozofické fakultě Univerzity Karlovy. V letech 1995–1999 působil jako první velvyslanec České republiky v Turecku, v letech 2002–2006 byl mimořádným a zplnomocněným velvyslancem České republiky v Jordánsku. V roce 2003 obdržel diplomatickou hodnost velvyslance, na závěr působení v Jordánsku mu jordánský král Abdalláh II. udělil nejvyšší jordánské vyznamenání Řád nezávislosti I. stupně. V letech 1977–2000 působil jako soudní tlumočník turečtiny, od roku 1987 jako tlumočník turečtiny na mezistátních jednáních.
Do roku 2013 vyučoval externě turecký jazyk na Filozofické fakultě Univerzity Karlovy v Praze a na Státní jazykové škole v Praze.

## Publikační činnost
- Česko-turecká konverzace a slovník (1993, spoluautor)
- Nástin literatur Střední Asie a Sibiře (Melantrich 1995, spoluautor Radegast Parolek)
- Turecko-český slovník (Brno 2008)
- hesla o ázerbájdžánských spisovatelích pro slovenskou Encyklopedii Beliana (2010)
- Turecko český a česko-turecký slovník (2012) – cena poroty Jednoty českých tlumočníků a překladatelů za nejlepší překladový slovník roku 2013
- Přehled ázerbájdžánské gramatiky s praktickými příklady (2013)

## Knižní překlady
- Livaneli, Zülfü: Štěstí (z tureckého originálu Mutluluk přeložil Tomáš Laně), Brandýs nad Labem: Dar ibn-Rushd, 2008.
- Məmədguluzadə, Džəlil: Ztráta osla (z ázerbájdžánského originálu Eşşəjin İtməkliji přeložil Tomáš Laně), Praha: Mezera, 2008.
- Pašajev, Mir Džəlal: Lež má krátké nohy a jiné povídky (z tureckého překladu přeložil Tomáš Laně), Praha: Mezera, 2009.
- Sigov, Jurij: Ázerbájdžán mezi Západem a Východem (z ruského originálu přeložil Tomáš Laně), Praha: Mezera, 2010.
- Gürsel, Nedim: Allahovy dcery. (z tureckého originálu Allah'ın Kızları přeložil, vysvětlivkami a doslovem opatřil Tomáš Laně) Brno: Host, 2010.
- Gürsel, Nedim: Dobyvatel. (z tureckého originálu Bogazkesen, Fatih’in Romanı přeložil, vysvětlivkami a doslovem opatřil Tomáš Laně) Brno: Host, 2011.
- Livaneli, Zülfü: Serenáda. (z tureckého originálu Serenad přeložil Tomáš Laně) Praha: Mezera, 2012.
- Ümit, Ahmet. Istanbulské memento. (z tureckého originálu İstanbul Hatırası přeložil Tomáš Laně) Brno: Host, 2014.
- Kulin, Ayşe: Poslední vlak do Istanbulu (z tureckého originálu Nefes Nefese přeložil Tomáš Laně) Brno: Host, 2016.
- El Hassan bin-Talál: Křesťanství v arabském světě (z anglického originálu Christianity in the Arab World přeložil Tomáš Laně), Pavel Mervart, 2017.
- Sönmez, Burhan: Istanbul, Istanbul (z tureckého originálu Istanbul, Istanbul přeložil Tomáš Laně, Praha: Argo, 2018.
- Ayşe Kulinováː Ptáci se zlomenými křídly.  (z tureckého originálu Kanadı Kırık Kuşlar přeložil Tomáš Laně), Brno: Host, 2020.